# 瓦西里·尼古拉耶维奇·谢尔吉延科
瓦西里·尼古拉耶维奇·谢尔吉延科（烏克蘭語：Василь Миколайович Сергієнко；1956年4月23日—2014年4月4日）乌克兰记者，诗人，社会学家，乌克兰民族主义者，自由党成员，极右翼人士。2013至2014年积极投身乌克兰反政府示威运动，4月惨遭虐杀，后被追授乌克兰英雄称号。

## 生平
1956年4月23日出生于切尔卡瑟地区。毕业于基辅州立大学新闻学院。多年居住在扎波罗热，2009年移居科尔孙。自1990年以来为乌克兰共和党成员。
谢尔吉延科的尸体于2014年4月6日在乌克兰中部维格拉耶夫镇附近树林里被发现，遗体被掩埋在一堆垃圾下，有多处受虐痕迹，包括面部淤青，膝盖损伤，心脏附近、颈部和颈背部多处刺伤痕迹。当地检察官办公室6日确认，谢尔吉延科是在遭绑架后遇害的。他曾为当地一家报社供稿，遇害前约一周遭人威胁。自由党认为，凶案可能关联他对一名商人的追踪报道。
2014年11月21日，波罗申科签署总统令，决定追授谢尔吉延科“乌克兰英雄”荣誉称号及金星勋章。